# GVAV in het seizoen 1962/63
Het seizoen 1962/1963 was het negende jaar in het bestaan van de Groningse betaaldvoetbalclub GVAV. De club kwam uit in de Nederlandse Eredivisie en eindigde daarin op de achtste plaats. Tevens deed de club mee aan het toernooi om de KNVB beker, hierin werd de club in de kwartfinale uitgeschakeld door Alkmaar '54 (0–2).

## Wedstrijdstatistieken

### Eredivisie
|       | ADO   | Ajax  | Blauw-Wit | DOS   | Sportclub Enschede | Feijenoord | Fortuna '54 | Heracles | MVV   | NAC   | PSV   | Sparta | Volendam | De Volewijckers | Willem II |
| ----- | ----- | ----- | --------- | ----- | ------------------ | ---------- | ----------- | -------- | ----- | ----- | ----- | ------ | -------- | --------------- | --------- |
| Thuis | 3 – 1 | 1 – 2 | 1 – 2     | 3 – 1 | 3 – 3              | 1 – 1      | 4 – 2       | 2 – 1    | 0 – 1 | 1 – 0 | 1 – 1 | 2 – 0  | 2 – 2    | 6 – 1           | 2 – 0     |
| Uit   | 5 – 2 | 0 – 0 | 2 – 1     | 3 – 0 | 2 – 2              | 2 – 1      | 2 – 1       | 3 – 1    | 4 – 1 | 0 – 2 | 3 – 1 | 0 – 1  | 0 – 2    | 0 – 5           | 3 – 0     |

### KNVB beker
| 3e ronde                                           | GVAV                                                   | 4 – 3 (1 – 2, 3 – 3) Na verlenging | SHS                                      |
| 30 april 1963 Plaats: Groningen Oosterpark         | Piet Fransen 25', 90' (pen.) Rikkert La Crois 55', 93' |                                    | 15', 28' Piet van Wouw 56' Jan de Kleijn |
| 4e ronde                                           | GVAV                                                   | 2 – 0 (0 – 0)                      | Volendam                                 |
| 16 mei 1963 Plaats: Groningen Oosterpark           | Rikkert La Crois 52', 65'                              |                                    |                                          |
| Kwartfinale                                        | Alkmaar '54                                            | 2 – 0 (0 – 0)                      | GVAV                                     |
| 29 mei 1963 Plaats: Alkmaar Gemeentelijk Sportpark | János Hanek 69' Piet Buis 80'                          |                                    |                                          |

## Statistieken GVAV 1962/1963

### Eindstand GVAV in de Nederlandse Eredivisie 1962 / 1963
| Stand | Gespeeld | Gewonnen | Gelijk | Verloren | Punten | Doelpunten voor | Doelpunten tegen |
| ----- | -------- | -------- | ------ | -------- | ------ | --------------- | ---------------- |
| 8e    | 30       | 12       | 6      | 12       | 30     | 52              | 47               |

### Topscorers
| #                   | Naam             | Goal |
| ------------------- | ---------------- | ---- |
| 1.                  | Klaas Nuninga    | 14   |
| 2.                  | Rikkert La Crois | 11   |
| 3.                  | Henny Weering    | 7    |
| 4.                  | Piet Fransen     | 6    |
| 5.                  | Pier Alma        | 4    |
| 5.                  | Henk Meuken      | 4    |
| 7.                  | Jaap Kooistra    | 1    |
| 7.                  | Gerrit Tardy     | 1    |
| 7.                  | Henk Zoetendal   | 1    |
| Onbekend doelpunten |                  |      |
| –                   | Onbekend         | 3    |
| Totaal              | Totaal           | 52   |

| #      | Naam             | Goal |
| ------ | ---------------- | ---- |
| 1.     | Rikkert La Crois | 4    |
| 2.     | Piet Fransen     | 2    |
| Totaal | Totaal           | 6    |